# Sylvia Botheroyd
Sylvia Botheroyd (* 23. Februar 1944 in Basel) ist eine deutsch-schweizerische Hochschullehrerin, Schriftstellerin und Übersetzerin.

## Leben
Sylvia Botheroyd wurde in Basel geboren, besuchte dort die Schule und studierte dort bis 1972 Anglistik, Germanistik, und Geschichte. Im Anschluss gab sie bis 1985 Englischunterricht an Schulen. Parallel verfolgte sie Lehraufträge an der Ruhr-Universität Bochum, von 1972 bis 1987 zunächst für Anglistik, Literaturwissenschaft und Übersetzung, seit 1993 für Film- und Fernsehwissenschaft. Sie veröffentlichte zahlreiche Übersetzungen, seit 1985 verfasst sie gemeinsam mit ihrem Mann, Paul F. Botheroyd, Kunst- und Reiseführer. 

## Werke
- Kunst- und Reiseführer Irland, mit Paul Botheroyd, Kohlhammer, Stuttgart 1985.
- Schottland, Wales, Cornwall: Auf den Spuren von König Artus, mit Paul Botheroyd, Droemer Knaur, München 1988.
- Lexikon der keltischen Mythologie, mit Paul Botheroyd, Diedrichs, München 1992, ISBN 3-424-01077-4.
- Irland – Mythologie in der Landschaft: ein Reise- und Lesebuch. Häusser-Verlag, Darmstadt 1997, ISBN 3-89552-034-9.
- Das Bernstein-Buch, mit Paul Botheroyd, Atmosphären, München 2004, ISBN 3-86533-010-X.